# フォッケウルフ フリッツァー
フォッケウルフ フリッツァー
仮称Fw272
フリッツァーの模型
- 用途：ジェット戦闘機
- 設計者：フォッケウルフ
- 製造者：フォッケウルフ
- 運用者：フォッケウルフ(ドイツ軍に公認されていないため)
- 生産数：未完の試作機が1機
- 運用状況：退役

フォッケウルフ フリッツァー（「ストリーカー」または「ダッシャー」誤って「無謀」と訳されることもある）は、第二次世界大戦末期にドイツで開発中だったジェット戦闘機。

## 設計

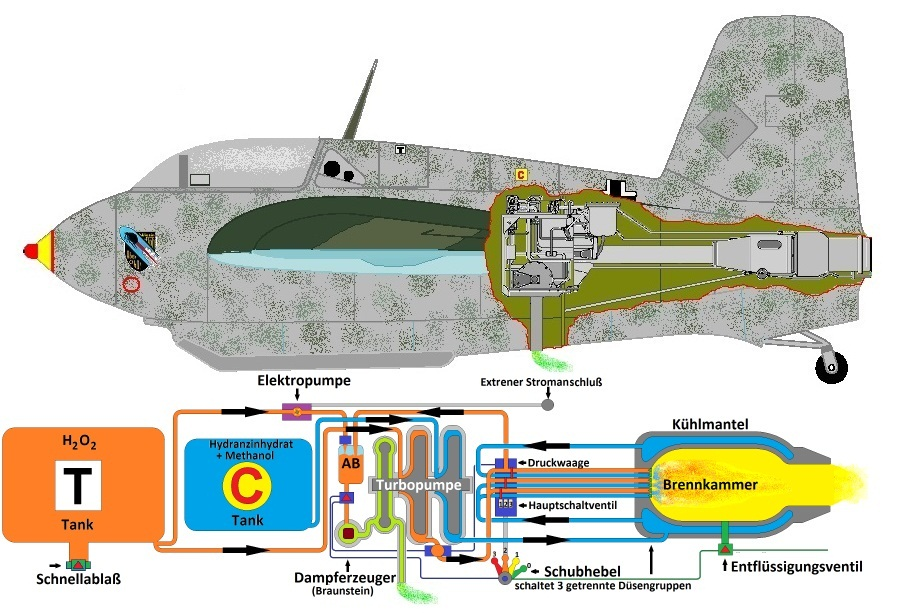
ドイツの液体燃料ロケットエンジンの例

機体デザインはエントワーフVI（もしくはスケッチVI）と呼ばれる、主翼から2本のブーム（棒）で水平尾翼および垂直尾翼を支る独特な形状をしている。類似した機体だとイギリスのデ・ハビランド バンパイア、大日本帝国の計画機閃電が挙げられる。
初期段階ではエアインテークが機首の両側、コックピット近くに備えられていたが、その後、速度を向上させるために翼の付け根に移動された。さらなる改良には、胴体の幅が狭くなり、キャノピーが変更された。上昇速度を向上させるために、補助推力としてワルターHWK 109-509ハイパーゴリック液体推進ロケットが組み込まれた。モックアップが作成され、すべての製造および組立計画が完了したが、この計画は帝国航空省(Reichsluftfahrministerium、RLM)に却下された。
いくつかの情報源ではFw272と呼ばれているが、フリッツァーにはRLM(ドイツ帝国航空省)指定が与えられておらず、推定上の「Fw272」は図面番号に由来している。

## 諸元

### 仕様
- 乗員：1人
- 全長: 10.55m(34ft 7in)
- 翼幅: 8.00m(26ft 3in)
- 全高: 2.35m(7ft 8in)
- 翼面積: 17.0平方メートル(183平方ft)
- 空虚重量: 2,730kg(6,018lb)
- 総重量: 4,350 kg(9,589lb)
- エンジン: 1 × ハインケル HeS 011 ターボジェット、推力14.7kN(3,306lbf)
- 補助エンジン: 1 × ウォルター HWK 109-509 ロケット、推力16.7kN(3,750lbf)

### 性能
- 最高速度: 955km/h(593mph、515kn)
- 巡航時間: 1時間50分
- 最高高度: 13,000m(42,500ft)
- 上昇速度: 18.2m/s(3,600ft/分)

### 武装

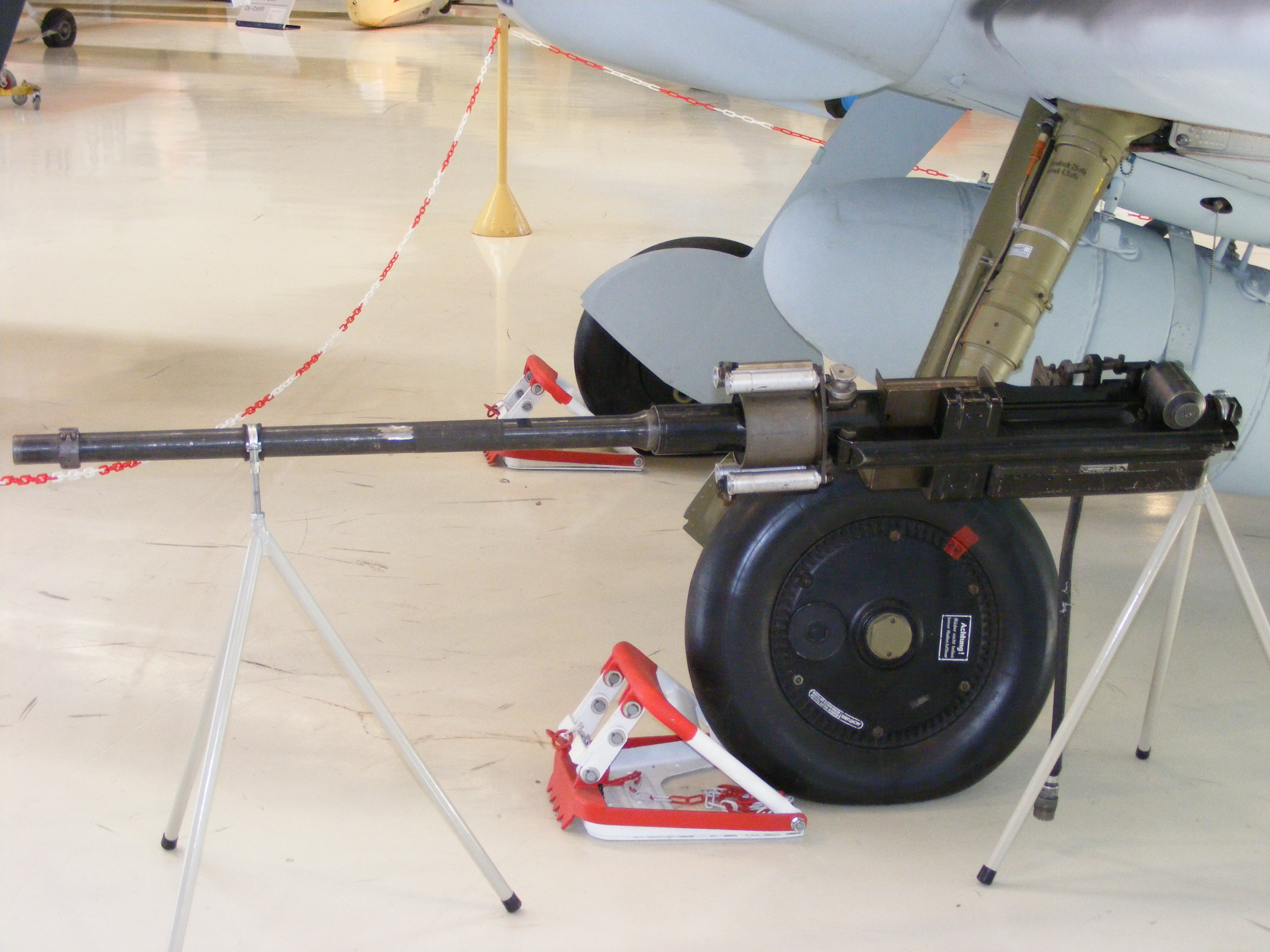
マウザーMG151

- 30mmMK103機関砲×2
- 20mmMG151機関砲×2